# Fumarna kiselina
Fumarna kiselina (trans-butendionska kiselina) je hemijsko jedinjenje sa formulom . Ovo belo kristalno jedinjenje je jedna od dve izomerne nezasićene dikarboksilne kiseline. Druga je maleinska kiselina. U fumarnoj kiselini su karboksilne grupe u trans (E) položaju, dok su u maleinskoj kiselini u cis (Z). Fumarna kiselina ima ukus sličan voću. Soli i estri su poznati kao fumarati. Dimetil fumarat znatno redukuje progresiju invaliditeta kod obolelih od multiple skleroze.